# Stodůlecký hřbitov
Stodůlecký hřbitov se nachází v Praze 5 v městské čtvrti Stodůlky v ulici Líšnická. Od obce je oddělen dálkovou komunikací Jeremiášova. Hřbitov byl založen roku 1835 jako náhrada za zrušený hřbitov u kostela svatého Jakuba Staršího. Pohřbívalo se zde ze Stodůlek a Malé Ohrady. V současnosti je hřbitov rozšířen severním a západním směrem o kolumbária. Na hřbitově se nacházejí i hroby, které jsou vojenskými pietními místy; jsou zde pohřbeni hrdinové z první i druhé světové války, legionáři či odbojáři umučení později v koncentračních táborech, např. Josef Hlušička (zemřel v boji o Prahu) nebo Rudolf Formánek (umučen v Mauthausenu). Větší hrob zde má majitel parního automatického mlýna ve Vršovicích Josef Fiala.